# Douglas Carruthers
Alexander Douglas Mitchell Carruthers (Londra, 4 ottobre 1882 – Londra, 23 maggio 1962) è stato un esploratore e naturalista britannico.
Figlio del reverendo William Mitchell Carruthers di Holbrook, effettuò vari viaggi in Medio Oriente agli inizi del XX secolo.
Carruthers studiò all'Haileybury College e al Trinity College (Cambridge). Fu segretario di un certo numero di membri della Royal Geographical Society e apprese varie tecniche naturalistiche da campo, divenendo inoltre un esperto tassidermista.
A 23 anni, Carruthers prese parte a una spedizione organizzata dal British Museum sul Ruwenzori (1905–1906), nel Congo, inviando a casa vari esemplari di uccelli e mammiferi. In seguito si unì a John H. Miller e Morgan Philips Price in una spedizione attraverso il deserto della Mongolia Interna, pubblicando due volumi sulla Mongolia sconosciuta nel 1913.
Durante la prima guerra mondiale Carruthers lavorò per conto del War Office compilando mappe del Medio Oriente; la sua carriera successiva consistette in gran parte nella stesura di mappe e nel lavoro di esploratore e viaggiatore.
Nel 1910 venne premiato con una Gill Memorial Medal Award, e nel 1912 con la Patron's Gold Medal della Royal Geographical Society, della quale fu Segretario Onorario dal 1916 al 1921 e membro dal 1909 al 1962. Nel 1956 Carruthers ricevette la Sykes Medal della Royal Central Asian Society.
Scrisse molti libri e raccolse un gran numero di esemplari, conservati al British Museum, tra i quali alcune specie nuove per la scienza. Dopo la sua morte, i suoi appunti sono stati conservati presso la Royal Geographical Society di Londra.
Alcuni dei suoi libri sono stati ristampati a partire dal 2007.